# Fotbalista roku (Finsko)

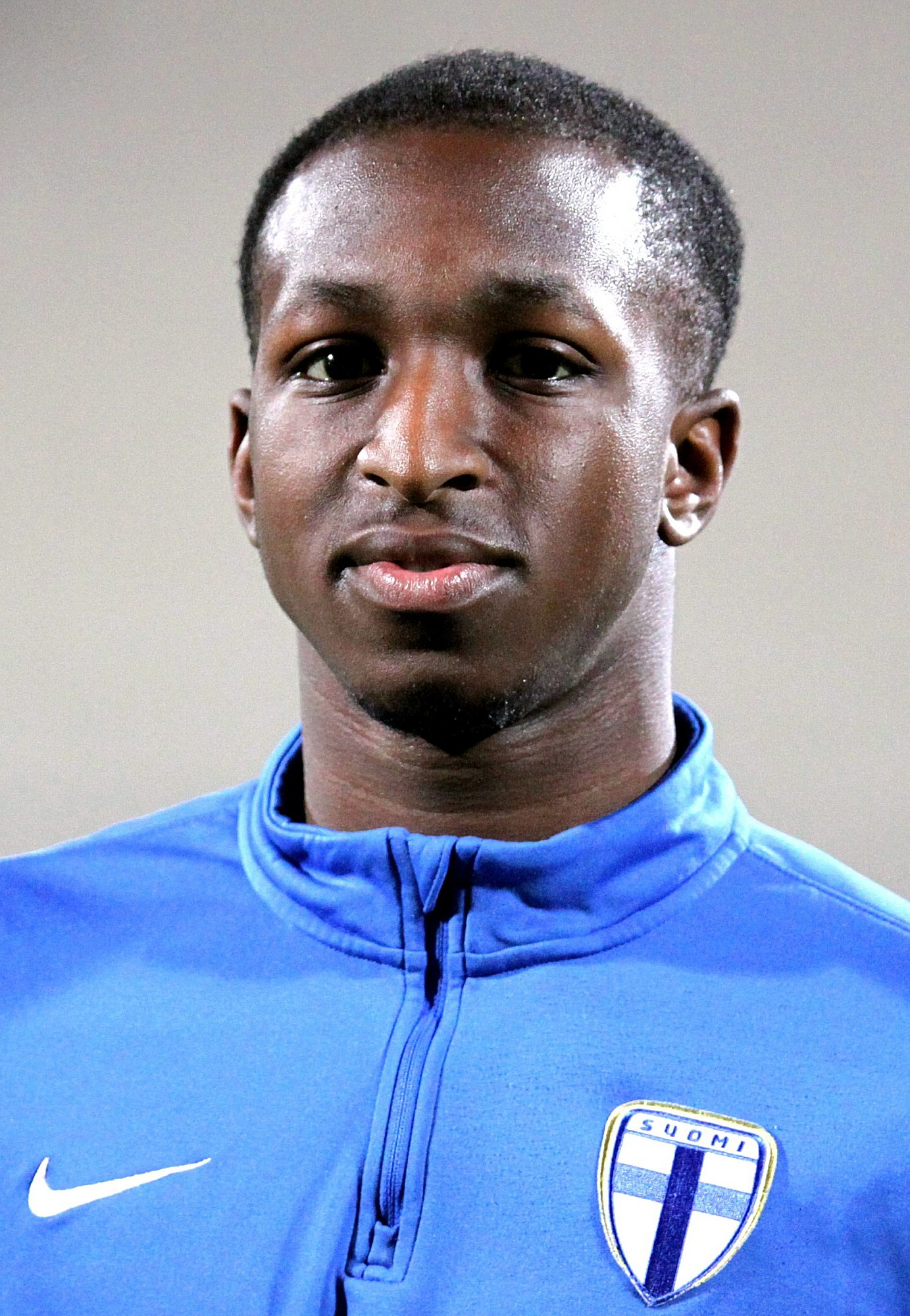
Glen Kamara, vítěz za rok 2022

Ve Finsku ocenění Fotbalista roku uděluje Finská fotbalová asociace a také sportovní novináři. Novináři volí nejlepšího finského fotbalistu od roku 1947, fotbalová asociace od roku 1953. Od roku 1976 fotbalová asociace volí každoročně i nejlepší finskou fotbalistku.

## Přehled vítězů
| Fotbalista roku |                    |                        |
| Rok             | dle novinářů       | dle fotbalové asociace |
| 2022            | Natalia Kuikka     | Glen Kamara            |
| 2021            | Lukáš Hradecký     | Lukáš Hradecký         |
| 2020            | Lukáš Hradecký     | Teemu Pukki            |
| 2019            | Teemu Pukki        | Teemu Pukki            |
| 2018            | Lukáš Hradecký     | Lukáš Hradecký         |
| 2017            | Lukáš Hradecký     | Lukáš Hradecký         |
| 2016            | Lukáš Hradecký     | Lukáš Hradecký         |
| 2015            | Roman Eremenko     | Tim Sparv              |
| 2014            | Roman Eremenko     | Roman Eremenko         |
| 2013            | Niklas Moisander   | Niklas Moisander       |
| 2012            | Niklas Moisander   | Niklas Moisander       |
| 2011            | Roman Eremenko     | Roman Eremenko         |
| 2010            | Sami Hyypiä        | Sami Hyypiä            |
| 2009            | Sami Hyypiä        | Sami Hyypiä            |
| 2008            | Petri Pasanen      | Sami Hyypiä            |
| 2007            | Jussi Jääskeläinen | Jussi Jääskeläinen     |
| 2006            | Sami Hyypiä        | Sami Hyypiä            |
| 2005            | Sami Hyypiä        | Sami Hyypiä            |
| 2004            | Antti Niemi        | Antti Niemi            |
| 2003            | Sami Hyypiä        | Sami Hyypiä            |
| 2002            | Sami Hyypiä        | Sami Hyypiä            |
| 2001            | Sami Hyypiä        | Sami Hyypiä            |
| 2000            | Sami Hyypiä        | Jari Litmanen          |
| 1999            | Sami Hyypiä        | Sami Hyypiä            |
| 1998            | Jari Litmanen      | Jari Litmanen          |
| 1997            | Jari Litmanen      | Jari Litmanen          |
| 1996            | Jari Litmanen      | Jari Litmanen          |
| 1995            | Jari Litmanen      | Jari Litmanen          |
| 1994            | Jari Litmanen      | Jari Litmanen          |
| 1993            | Jari Litmanen      | Jari Litmanen          |
| 1992            | Jari Litmanen      | Jari Litmanen          |
| 1991            | Marko-Olavi Myyry  | Marko-Olavi Myyry      |
| 1990            | Jari Litmanen      | Jari Litmanen          |
| 1989            | Ari Heikkinen      | Jari Europaeus         |
| 1988            | Mixu Paatelainen   | Mixu Paatelainen       |
| 1987            | Ari Hjelm          | Ari Hjelm              |
| 1986            | Esa Pekonen        | Petri Tiainen          |
| 1985            | Ismo Lius          | Jukka Ikäläinen        |
| 1984            | Olli Huttunen      | Olli Huttunen          |
| 1983            | Kari Ukkonen       | Kari Ukkonen           |
| 1982            | Pasi Rautiainen    | Olli Huttunen          |
| 1981            | Juha Dahllund      | Aki Lahtinen           |
| 1980            | Aki Lahtinen       | Aki Lahtinen           |
| 1979            | Seppo Pyykkö       | Seppo Pyykkö           |
| 1978            | Atik Ismail        | Miikka Toivola         |
| 1977            | Arto Tolsa         | Arto Tolsa             |
| 1976            | Aki Heiskanen      | Ari Mäkynen            |
| 1975            | Göran Enckelman    | Göran Enckelman        |
| 1974            | Arto Tolsa         | Arto Tolsa             |
| 1973            | Jouko Suomalainen  | Jouko Suomalainen      |
| 1972            | Miikka Toivola     | Miikka Toivola         |
| 1971            | Arto Tolsa         | Arto Tolsa             |
| 1970            | Timo Kautonen      | Timo Kautonen          |
| 1969            | Seppo Kilponen     | Tommy Lindholm         |
| 1968            | Timo Nummelin      | Jouni Jalonen          |
| 1967            | Lars Näsman        | Timo Kautonen          |
| 1966            | Matti Mäkelä       | Pertti Mäkipää         |
| 1965            | Juhani Peltonen    | Lars Näsman            |
| 1964            | Juhani Peltonen    | Juhani Peltonen        |
| 1963            | Olli Heinonen      | Olli Heinonen          |
| 1962            | Juhani Peltonen    | Juhani Peltonen        |
| 1961            | Olli Heinonen      | Olli Heinonen          |
| 1960            | Juhani Peltonen    | Juhani Peltonen        |
| 1959            | Unto Nevalainen    | Unto Nevalainen        |
| 1958            | Kai Pahlman        | Kai Pahlman            |
| 1957            | Alpo Lintamo       | Alpo Lintamo           |
| 1956            | Lauri Lehtinen     | Lauri Lehtinen         |
| 1955            | Matti Jokinen      | Matti Jokinen          |
| 1954            | Matti Hiltunen     | Pekka Kupiainen        |
| 1953            | Mauno Rintanen     | Mauno Rintanen         |
| 1952            | Aulis Rytkönen     | —                      |
| 1951            | Kalevi Lehtovirta  | —                      |
| 1950            | Aulis Rytkönen     | —                      |
| 1949            | Aulis Rytkönen     | —                      |
| 1948            | Thure Sarnola      | —                      |
| 1947            | Leo Turunen        | —                      |